# Tatuapé
Tatuapé est un district situé entre la zone nord-est (partie nord du district) et la zone est (partie sud du district), de la municipalité de São Paulo, au Brésil. Il a la forme approximative d'un hexagone concave.
Les quartiers de Tatuapé sont : Chácara do Piqueri ; Parque São Jorge ; Vila Zilda ; Vila Moreira ; Maranhão ; Vila Luísa ; Cidade Mãe do Céu ; Vila Azevedo ; Vila Lusitana ; Vila Gomes Cardim ; Vila Brasil.

## Toponyme
Le nom du quartier est d'origine tupi et signifie "chemin des tatous", par la jonction de tatu (tatou) et apé (chemin).

## Histoire
C'était une région brésilienne pionnière dans la pratique de la viticulture, ayant sa première cave installée par Brás Cubas en 1551. Cette activité était la principale source d'économie du quartier et a atteint son apogée à la fin du XIXe siècle, avec l'installation de caves de familles d'immigrants italiens, comme les familles Marengo et Camardo, dont les membres prêtent aujourd'hui leurs noms à certains rues du quartier.

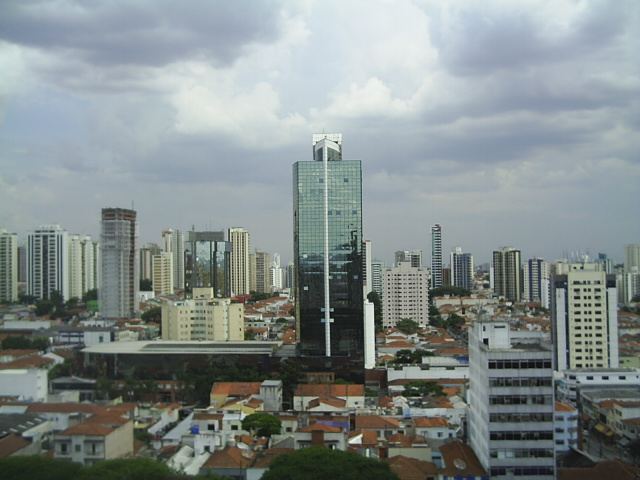
Verticalisation du district

### Formation
La zone du quartier, à l'origine, comprenait également les districts actuels de Carrão, Aricanduva et Vila Formosa, qui ont été progressivement émancipés par décrets de la mairie. Les limites actuelles du district ont été établies en 1990 par le maire Luíza Erundina. Cela a fait perdre au district de Carrão la station Carrão du métro de São Paulo, car avec cette nouvelle division, la station était située à quelques mètres de la frontière avec le district de Carrão, sur le territoire de Tatuapé, d'après les cartes officielles de la ville de São Paulo. Cela a également provoqué le transfert de Jardim Anália Franco, traditionnellement considéré comme faisant partie de Tatuapé, dans le quartier voisin de Vila Formosa.
Le district avec tous les villages est délimité par le quadrilatère formé par les voies : rua Antônio de Barros, avenida Salim Farah Maluf, rua Emília Marengo et Marginal Tietê.

### Développement
Le développement du quartier s'est fait de manière inégale. Divisé en deux par le chemin de fer, qui dessert désormais le métro et la Companhia Paulista de Trens Metropolitanos, au cours de la seconde moitié du XIXe siècle, le côté nord est devenu une région hautement industrialisée, abritant des usines d'entreprises telles que Grupo Vicunha, Bosch do Brasil, Itautec/Philco et Souza Cruz, tandis que la partie sud était à prédominance rurale, principalement occupée par des fermes et de chácaras.

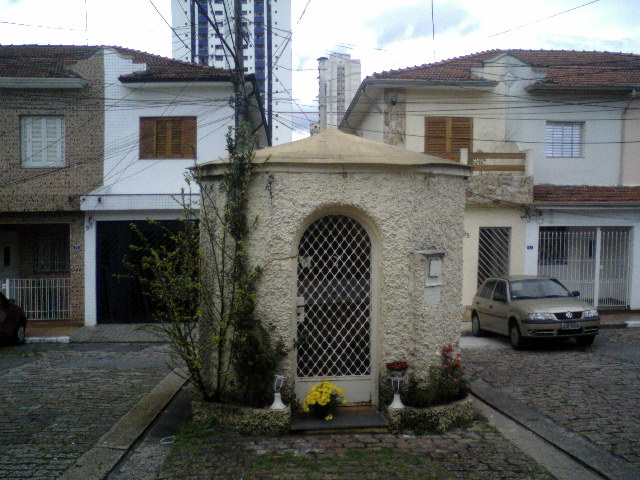
Un village ouvrier typique de la première moitié du XXe siècle qui a survécu aux défigurations et aux démolitions de vieux bâtiments, un grave problème de préservation du patrimoine historique qui se produit encore avec une grande force au XXIe siècle.

Dans la seconde moitié du XXe siècle, les anciennes chácaras de la partie sud du district ont commencé à être lotissés pour la construction de copropriétés résidentielles de moyen et haut de gamme, ce qui a attiré dans le quartier des familles à plus grand pouvoir d'achat, motivant la émergence d'établissements commerciaux et de services destinés à desservir le nouveau public de la région, de plus en plus sophistiqué. Pendant ce temps, le nord du quartier est devenu célèbre comme une région de commerce populaire et strictement résidentielle, avec des maisons basses, qui ont souffert du vide industriel, laissant des hangars abandonnés qui n'ont commencé à être expropriés à des fins résidentielles qu'au milieu de la fin des années 1990 et fin des années 2010, en particulier dans les environs du parc Piqueri.

### Sport Club Corinthians Paulista
Le quartier abrite également le Sport Club Corinthians Paulista, l'un des clubs de football les plus titrés et les plus populaires du Brésil. Le club est arrivé à Tatuapé en 1926, où il a installé son siège, situé à l'intérieur du Parque São Jorge.

## Actualité
Actuellement, le district concentre une importante population de personnes âgées. Selon l'Atlas du travail et du développement de la ville de São Paulo, en 2007, le quartier de Vila Azevedo, dans la région centrale du district, avait l'espérance de vie la plus élevée de la ville de São Paulo (quatre-vingts ans).
Aujourd'hui, Tatuapé est l'un des quartiers les plus prisés de la ville de São Paulo,,. Le quartier est actuellement en cours de verticalisation avec plusieurs copropriétés haut de gamme achevées, en lancement ou en construction. Le quartier présente cependant un faible taux d'espaces verts par habitant, estimé à 3,86 mètres carrés, bien en deçà des douze mètres carrés recommandés par l'Organisation mondiale de la santé.

### Infrastructure
Le quartier de Tatuapé peut être considéré comme un quartier avec une vie propre, car il possède une grande variété de magasins haut de gamme, bars, gymnases, supermarchés, collèges et centres commerciaux. C'est un quartier avec une vie nocturne et une culture intenses, avec des théâtres haut de gamme tels que Teatro Fernando Torres et Eva Wilma, ainsi que d'autres comme Silvio Romero. L'une des grandes différences du quartier est le large éventail de restaurants situés entre les gares de Tatuapé et Carrão jusqu'à Rua Emília Marengo. Il est facile de trouver des boulangeries haut de gamme dans tout le quartier avec des services différenciés.
C'est un quartier qui emploie une grande partie des travailleurs de la zone Est, notamment dans les copropriétés, les cliniques et les commerces de la région. Il existe plusieurs cliniques et centres hospitaliers couvrant pratiquement toutes les spécialités médicales et avec de grands hôpitaux : comme l'hôpital São Luiz Anália Franco, l'hôpital Vitória qui dispose également d'une unité avancée sur l'avenida Radial Leste, l'hôpital Montemagno et l'hôpital Municipal do Tatuapé.
Dans le district sont situées deux stations de métro : station Tatuapé et station Carrão. À côté de la station de métro Tatuapé se trouve la gare de la Companhia Paulista de Trens Metropolitanos, qui est divisée en 2 lignes : 11 – Corail et 12 – Saphir. Plusieurs lignes de bus de la São Paulo Transporte se trouvent sur la Radial Leste et dans certaines rues et avenues du quartier. Plusieurs d'entre eux sont également situés dans les terminaux urbains nord et sud, qui sont rattachés à la station Tatuapé et aux centres commerciaux Metrô Tatuapé et Boulevard Tatuapé.
Au sein du quartier, se trouve également le parc Piqueri, avec un grand espace vert pour la marche, les loisirs, en plus d'avoir une certaine biodiversité.
Il existe également de nombreuses écoles dans le quartier qui sont réputées pour leur qualité d'enseignement, tant public que privé, dans l'enseignement primaire et secondaire.

## Transport
Le quartier est desservi par la station Tatuapé, sur la ligne 3 du métro de São Paulo, et les lignes CPTM 11 et 12, et par la station Carrão-Assaí Atacadista, sur la ligne 3 du métro de São Paulo.

## Districts limitrophes
- Vila Maria (Nord).
- Penha et Carrão (Est).
- Água Rasa et Vila Formosa (Sud).
- Belém (Ouest).

## Images

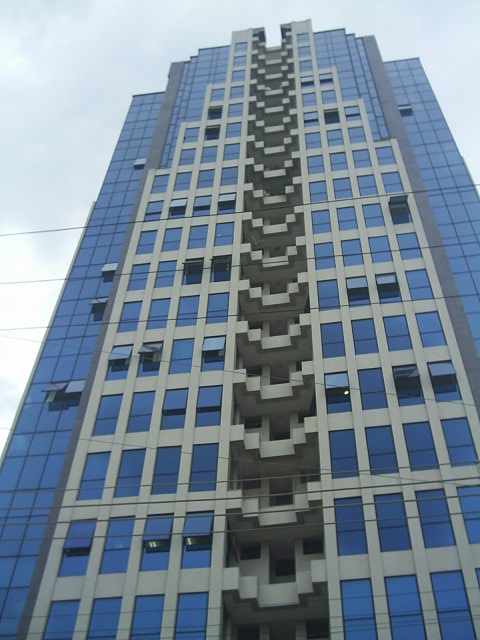
Cambé Trade Center, sur la rua Emília Marengo
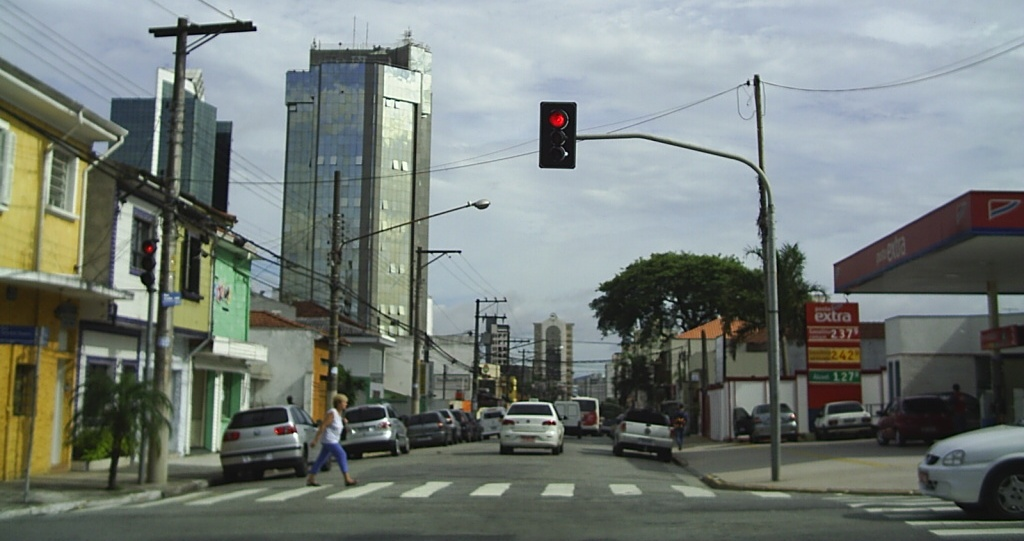
Bâtiments commerciaux sur la rua Coelho Lisboa, l'une des rues principales du quartier
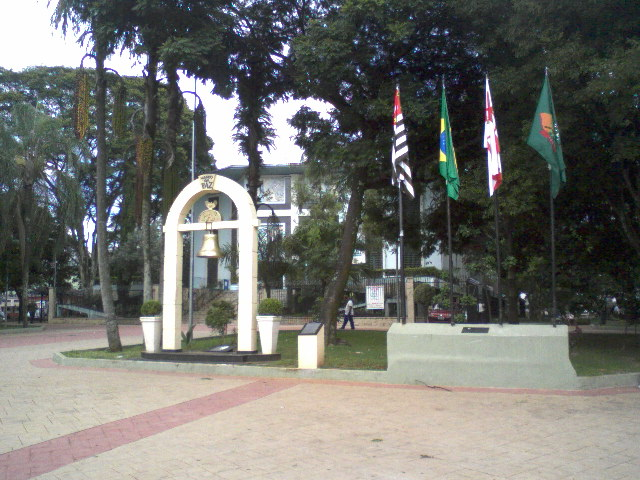
Le monument de la paix, sur la praça Sílvio Romero
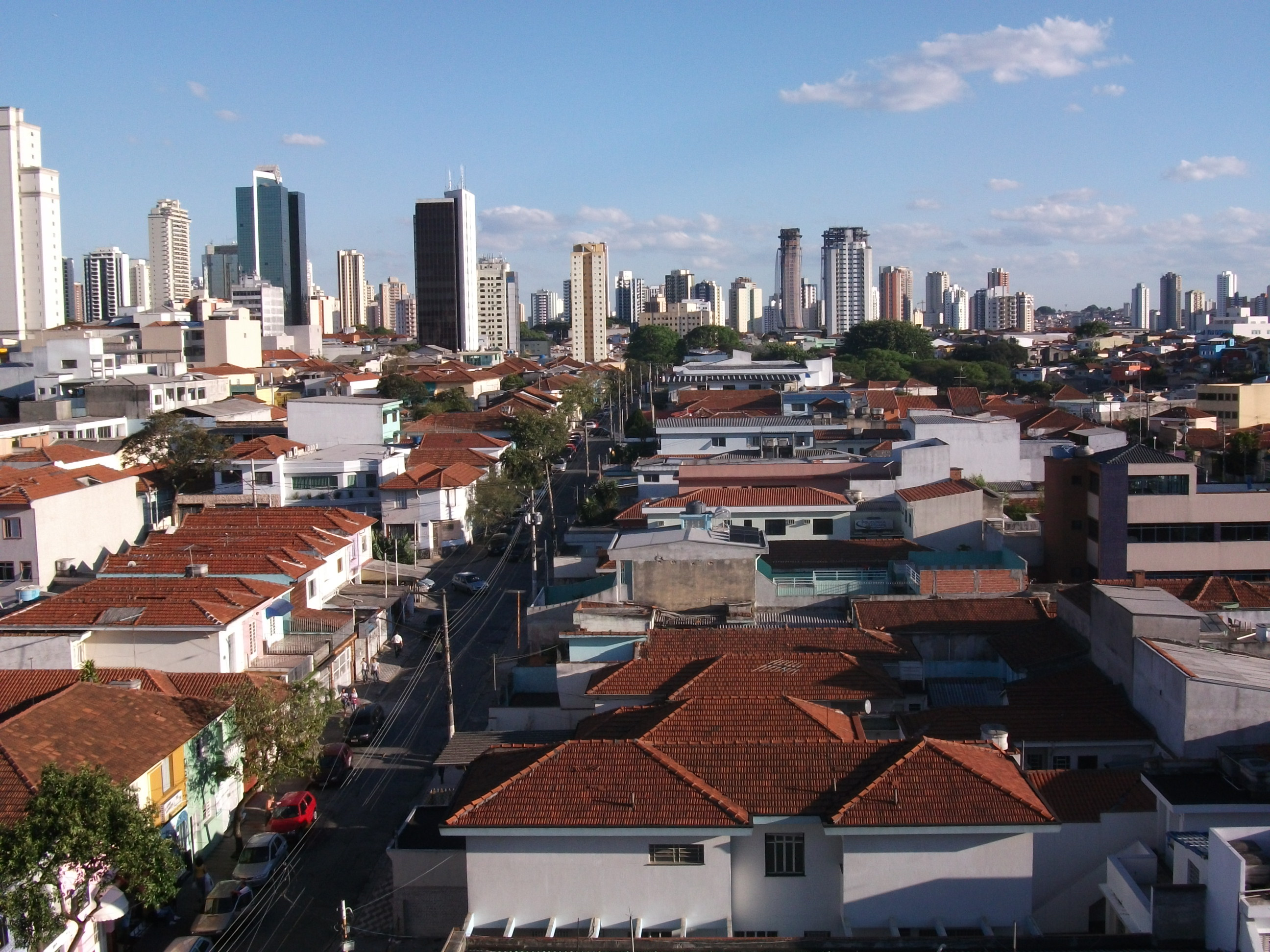
Vue sur le quartier Cidade Mãe do Céu